# Балка Грузька
Балка Грузька — річка в Україні, у Криворізькому й Кропивницькому районах Дніпропетровської й Кіровоградської областей. Ліва притока Бокової (басейн Дніпра).

## Опис
Довжина річки 23 км, похил річки — 3,3 м/км. Площа басейну 116 км². Місцями пересихає.

## Розташування
Бере початок у селі Новоганнівка. Тече переважно на південний захід через Базарове, Грузьке, Новолозуватку і біля села Грузька Григорівка впадає у річку Бокову, праву притоку Інгульця.
Річку перетинає автошлях Н23